# Fritz Skade
Fritz Skade (eigentlich Friedrich Skade; * 17. Juni 1898 in Döhlen; † 4. April 1971 in Dresden) war ein deutscher Maler und Grafiker.

## Leben
Skade besuchte von 1912 bis 1916 die Vorschule an der Kunstgewerbeschule Dresden. 1916 wurde er zum Kriegsdienst einberufen. Von 1918 bis 1922 setzte er sein Studium an der Kunstgewerbeakademie unter anderem bei Paul Hermann und Paul Rößler fort. Nach Abschluss der Kunstgewerbeakademie wechselte Skade an die Dresdner Kunstakademie. Ab 1922 war er Meisterschüler bei Richard Dreher.
Skade war Mitglied der Künstlergruppe Die Schaffenden. Bei der Juryfreien Kunstausstellung in Berlin hatte er 1924 eine erste Ausstellungsbeteiligung. Er wurde Mitglied der Dresdner Sezession 1925/26 und trat 1926 der KPD bei. Im Jahr 1927 erhielt er den Sächsischen Staatspreis für Malerei und 1929 den für Wandmalerei. 1930 wurde er Mitglied der ASSO und veröffentlichte Illustrationen in der Arbeiterstimme. Des Weiteren war er Mitglied der Freien Künstlerschaft Sachsens und gehörte zum Kern der Dresdner Sezession 1932.
In der Zeit des Nationalsozialismus war Skade Mitglied der Reichskammer der bildenden Künste. Für diese Zeit ist seine Teilnahme an neun großen Ausstellungen sicher belegt. Zum 1. Mai 1933 trat er der NSDAP bei. 1937 wurden im Rahmen der deutschlandweiten konzertierten Aktion „Entartete Kunst“ aus dem Stadtmuseum Dresden seine Ölgemälde Damenbildnis und Frauenbildnis, die nicht dem nazistischen Kunstkanon entsprachen, beschlagnahmt. Beide wurden in mehreren Städten in der Wander-Ausstellung „Entartete Kunst“ vorgeführt. Ihr Verbleib ist ungeklärt.
Bei den Luftangriffen auf Dresden wurde 1945 sein Atelier in der Polytechnischen Schule am Antonsplatz zerstört.
Von 1945 bis 1951 lebte und arbeitete Skade in Löwenhain. 1947 war er Gründungsmitglied der von Siegfried Donndorf initiierten Künstlergruppe Das Ufer und an mehreren ihrer Ausstellungen wie auch 1947 der „Ersten Ausstellung Dresdner Künstler“ beteiligt. Er fertigte in dieser Zeit mehrfach politisch erwünschte Auftragsarbeiten für Betriebe und Institutionen. So entstand 1951 beispielsweise sein Bild Ernst Thälmann spricht auf der Radrennbahn in Dresden zu einer Auftragsaktion der sächsischen Landesregierung. Er war Mitglied des Verbandes Bildender Künstler der DDR. 1968 erhielt er den Vaterländischen Verdienstorden. Skade wurde auf dem Loschwitzer Friedhof beerdigt.

## Künstlerische Darstellung Skades
- Hans Grundig: Bildnis des Malers Friedrich Skade auf dem Friedhof (Öl auf Leinwand, 68 × 85 cm, 1926; Lindenau-Museums Altenburg/Thüringen)[8]
- Else Seifert: Bildnis des Malers Fritz Skade vor einem seiner Gemälde und seiner Bildnisbüste; (Fotografie; wohl 1949)[9]

## Werke (Auswahl; siehe auch Link zum Bildindex)
- Selbstbildnis (1928, Öl)[10]
- Mutti kommt heim (1964, Öl, 110,2 × 115,2 cm; Sächsischer Kunstfonds; als Leihgabe in der Dauerausstellung im Haus der Geschichte, Bonn)[11]
- Neuerer (1968/1969, Öl, ca. 170 × 119 cm; Sächsischer Kunstfonds)[12]

## Ausstellungen (Auswahl)
- 1925: Dresden, Brühlsche Terrasse (u. a. mit Otto Dix, Hans Grundig, Wassily Kandinsky, Wilhelm Lachnit und Karl Schmidt-Rottluff)
- 1930: Dresden, Brühlsche Terrasse („Dresdner Kunst 1930“)
- 1946: Dippoldiswalde („Heimat + Arbeit“)
- 1964: Dresden, Glockenspielpavillon des Zwingers (Gemälde, Aquarelle, Zeichnungen)
- 1964: Berlin, Nationalgalerie („Unser Zeitgenosse“)
- 1976: Bonn, Die zwanziger Jahre im Porträt. Porträts in Deutschland 1918–1933, 10. September – 24. Oktober 1976, Rheinisches Landesmuseum Bonn
- 1978: Dresden, Galerie Kunst der Zeit
- 1980: München, Stilleben und Landschaftsbilder der Neuen Sachlichkeit, Februar bis April 1980, Galleria del Levante
- 1980: München, Realismus der Zwanziger Jahre, 14. Oktober – 15. November 1980, Galerie Hasenclever
- 1983: Freital, Haus der Heimat (mit Erich Fraaß und Artur Moritz)
- 1987: München, Aquarelle und Zeichnungen der Zwanziger Jahre, 1. März – 4. April 1987, Galerie Hasenclever
- 1987: Düsseldorf, Die Dresdner Künstlerszene 1913–1933, 3. Oktober – 24. Dezember 1987, Galerie Remmert und Barth
- 1991: Frankfurt, Vom Expressionismus zum Widerstand. Kunst in Deutschland 1909–1936. Die Sammlung Marvin und Janet Fishman, 22. Juni – 18. August 1991, Schirn Kunsthalle Frankfurt
- 1991: Emden, Vom Expressionismus zum Widerstand. Kunst in Deutschland 1909–1936. Die Sammlung Marvin und Janet Fishman, 25. August – 27. Oktober 1991, Kunsthalle in Emden
- 2011/12: Dresden, Neue Sachlichkeit in Dresden. Malerei der Zwanziger Jahre von Dix bis Querner, 1. Oktober 2011 – 8. Januar 2012, Kunsthalle im Lipsius-Bau